# Egyptens trettionde dynasti
Egyptens trettionde dynasti varade 380–343 f.Kr. Dynastin räknas oftast till Sentiden i det forntida Egypten. Den tog slut när dess sista härskare Nektanebo II blev besegrad och flydde till Nubien när perserna på nytt invaderade Egypten.
| Namn         | Datum         |
| ------------ | ------------- |
| Nektanebo I  | 380–362 f.Kr. |
| Teos         | 362–360 f.Kr. |
| Nektanebo II | 360–343 f.Kr. |